# Govinda

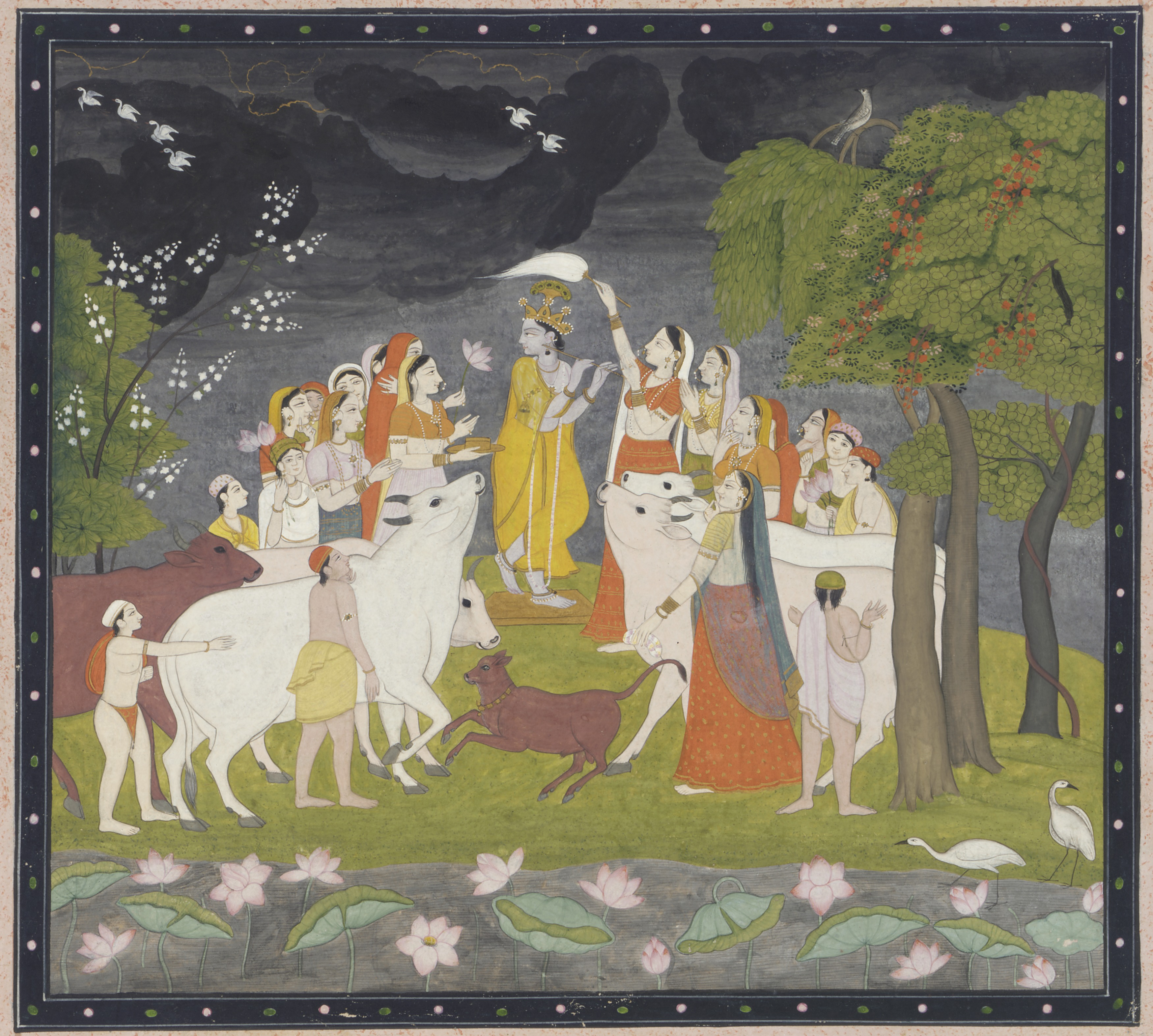
Kṛṣṇa Gopāla, Govinda, in un dipinto del XVIII/XIX secolo (Smithsonian Freer and Sackler Gallery). Kṛṣṇa è qui raffigurato come Kṛṣṇa Veṇugopāla, ovvero Kṛṣṇa suonatore di flauto (veṇu) e pastore delle mucche (gopāla). Ha una corona regale (kirīṭa mukuṭa) con penne di pavone (mayūrapattra) che simboleggiano l'immortalità. Il pavone simboleggia l'immortalità in quanto il suo progenitore nacque da una piuma di Garuḍa. La ghirlanda di Kṛṣṇa è una ghirlanda di fiori (tulasī) ed è composta da cinque filari di fiori che rappresentano i cinque sensi dell'uomo. La sua postura è la ardhasamasthānaka pādasvastika, la postura a gambe incrociate con il piede sinistro che tocca con le punte delle dita il terreno mostrando leggerezza e calma e appoggiandosi alla mucca posta dietro di lui. Il dio, la Persona suprema, è qui circondato dalle gopī, le pastorelle del villaggio di Vṛndāvana. L'amore tra Dio e la principale di queste, Rādhā (che, nelle teologie viṣṇuite hindū, rappresenta l'anima anelante verso il divino), verrà celebrato nel XII secolo dal poeta bengalese Jayadeva, nello splendido poema del Gītagovinda.

Govinda (devanāgarī: गोविन्द) è uno dei nomi, in lingua sanscrita, con cui viene appellato Kṛṣṇa (o anche Visnù).
Tale epiteto è correlato ad altri appellativi, relativi sempre a Kṛṣṇa, come quello di Gopāla (devanāgarī: गोपाल) o di Gopīnātha (devanāgarī: गोपीनाथ).

## Significati e origini
In senso letterale il significato del nome Govinda è "colui che procura le vacche", intendendo il "capo bovaro", colui che "protegge le mandrie".
In questo senso è correlato a un altro termine relativo sempre a Kṛṣṇa ovvero Gopāla, anche qui relativo al "bovaro", "colui che protegge le mucche", "il pastore", sempre per indicare Dio, Kṛṣṇa, il Bhagavān, la "Persona suprema", "colui che protegge il creato". L'appellativo Gopīnātha intende invece Kṛṣṇa come "Signore delle gopī" ovvero come "Signore delle pastorelle/mandriane".
Nelle composizioni dei due termini va rilevato che go è un sostantivo sanscrito che significa al maschile "bue", mentre al femminile "vacca", "mucca".
Il termine vinda è un aggettivo che, in fine compositi, sta a indicare colui "che ottiene", "guadagna"; pāla è un sostantivo maschile che, sempre in fine compositi, indica il "guardiano", il "custode", il "bovaro"; nātha è un sostantivo maschile che indica il "signore", il "protettore", il "difensore".
Il processo per cui questo dio di certa estrazione epica e guerriera sia stato accostato a una divinità pastorale è stato ricostruito: partendo dal Kṛṣṇa del clan degli yādava, che ha già incorporato un altro differente culto, quello di Vāsudeva proprio del clan dei vṛṣni dando vita al ciclo del  Mahābhārata, si aggiunge, successivamente, un ulteriore Kṛṣṇa, il 'Kṛṣṇa Gopāla' considerato dagli studiosi inizialmente differenziato dal primo.
Così Gavin Flood: 
(Gavin Flood. L'induismo. Torino, Einuaidi, 2006, pag.162)
Secondo la tradizione Kṛṣṇa, pur essendo di lignaggio del clan dei vṛṣni di Mathura, fu adottato da una famiglia di pastori di etnia ābhīra che lo crebbe fino alla maturità quando il dio/eroe torna a Mathura per sconfiggere il malvagio Kaṃsa.
John Stratton Hawley spiega questa narrazione con il fatto che gli ābhīra, una etnia nomade che estendeva il suo raggio di azione dal Panjab fino al Deccan e alla pianura del Gange adoravano un 'Kṛṣṇa Gopāla'. Quando gli ābhīra allargarono il loro confini giungendo nei pressi di Mathura (area del Braj) incontrando il clan dei vṛṣni il loro culto venne ad integrarsi con quello del 'Kṛṣṇa Vāsudeva'.
Riassumendo, originariamente Kṛṣṇa è un eroe divinizzato del clan degli yādava ed è probabile, secondo Ramchandra Narayan Dandekar che il Devakīputra Kṛṣṇa a cui fa riferimento la Chāndogya Upaniṣad nel celebre XVII khaṇḍa contenuto nel III prapāṭaka non sia altri che il Kṛṣṇa degli yādava, un clan ario che fu a stretto contatto con il clan dei vṛṣni di Mathura aventi come culto quello di un altro eroe divinizzato, Vāsudeva. Infatti alcuni contenuti del passaggio della Chāndogya Upaniṣad, Kṛṣṇa figlio di Devakī e discepolo di Ghora Āṅgirasa che gli insegna che la vita umana è essa stessa un sacrificio, riverbereranno nello stesso  Mahābhārata.
Questi eroi divinizzati di estrazione guerriera trovano la loro trasformazione in ortodossia brahmanica e vedica con l'incontro con il dio vedico e brahmanico Visnù proprio nel  Mahābhārata e nella Bhagavadgītā dove Kṛṣṇa è sinonimo di Viṣṇu in ben tre passaggi: X,21; XI,24; XI,30.
Sempre secondo Ramchandra Narayan Dandekar la fusione tra la divinità guerriera e quella brahmanica si rese necessaria nel contesto della critica che religioni "eterodosse" come quella buddhista e giainista, all'epoca in forte ascesa, andavano promuovendo nei confronti del Brahmanesimo il quale cercava, di converso, nuove risposte teologiche e cultuali alla propria crisi.
Il Kṛṣṇa-Vāsudeva-Viṣṇu dei clan uniti degli yādava e dei vṛṣni si fuse con una divinità pastorale propria degli ābhīra dando vita al Kṛṣṇa-Vāsudeva-Gopāla-Viṣṇu oggetto delle riflessioni teologiche dei successivi testi detti Purāṇa e delle scuole esegetiche viṣṇuite e kṛṣṇaite.